# Les Voyages de Takuan

Les Voyages de Takuan est une série de bande dessinée créée par le scénariste Serge Le Tendre et le dessinateur Emiliano Simeoni, remplacé par TaDuc à partir du troisième tome. Publiée à partir de 1987 dans Pilote et Charlie, elle compte cinq volumes publiés entre 1987 et 1996. Ses couleurs sont dues à Teresa Biagioli (tomes 1 et 2), Brigitte Findakly (tome 3) puis Isabelle Merlet (tomes 4 et 5). 

## Scénario
Cette bande dessinée historique se déroule à la fin du XVe siècle, aux temps du pape Innocent VII, lorsque l'Europe est en train de passer du Moyen Âge à la Renaissance. Elle met en scène un trio de mercenaires, Takuan moine bouddhiste inspiré par Takuan Sōhō, l'Allemand Conrad Turlow et l'Italien Ado Donini qui sont chargés de sauvés une jeune fille par le doge de Venise, ce qui les conduit à affronter une secte sanguinaire.

## Publications

### Périodiques
1. Les Fous de Dieu, dans Pilote et Charlie no 14 à 18, 1987.

### Albums
1. Les Fous de Dieu, Dargaud, 1987.  (ISBN 2-205-03334-4)
2. Le Livre de sang, Delcourt, coll. « Conquistador », 1991.  (ISBN 2-906187-66-6)
3. La Voix de l'ours, Delcourt, coll. « Conquistador », 1994.  (ISBN 2-84055-029-6)
4. La Source noire, Delcourt, coll. « Conquistador », 1995.  (ISBN 2-84055-066-0)
5. La Mère des douleurs, Delcourt, coll. « Conquistador », 1996.  (ISBN 2-84055-101-2)